# Zipoetopsis dissimilis
Zipoetopsis dissimilis är en skalbaggsart som beskrevs av Maria Helena M. Galileo och Martins 1995. Zipoetopsis dissimilis ingår i släktet Zipoetopsis och familjen långhorningar. Inga underarter finns listade i Catalogue of Life.